# Melanagromyza angolae
Melanagromyza angolae är en tvåvingeart som beskrevs av Malloch 1934. Melanagromyza angolae ingår i släktet Melanagromyza och familjen minerarflugor. Inga underarter finns listade i Catalogue of Life.